# خورشیدگرفتگی ۳۰ ژانویه ۱۸۰۵
خورشیدگرفتگی ۳۰ ژانویه ۱۸۰۵ (به انگلیسی: Solar eclipse of 3۰ ژانویه ۱۸۰۵) یک خورشیدگرفتگی از نوع خورشیدگرفتگی جزئی بود. این خورشیدگرفتگی در تاریخ ۳۰ ژانویه ۱۸۰۵ روی داد که زمان اوج آن، ساعت ۱۸:۵۷:۰۱ به‌وقت ساعت هماهنگ جهانی بوده‌است.